# Storlogen i London och Westminster
Storlogen i London och Westminster grundades den 24 juni 1717 av fyra lokala loger i London och betraktas av många som den första storlogen. 1813 förenades Londonstorlogen med Grand Lodge of Free and Accepted Masons of England, according to the Old Constitutions (the Ancient Grand Lodge of England) till Förenade Storlogen i England (United Grand Lodge of England, UGLE). För att markera att Londonstorlogen i konkurrens med the Antients från 1751 fram till 1813 betraktades som en storloge för hela England använder man ibland beteckningen Premier Grand Lodge of England eller the Moderns .
Fyra befintliga loger från London och Westminster samlades 1716 på puben Apple-Tree Tavern  och beslöt att bilda en storloge, den äldsta mästarmuraren utsågs till interimsordförande och man beslutade sig för att hålla en gemensam årlig fest. Året efter, 1717, samlades man på puben Goose and Gridiron i London och bildade storlogen och valde den förste stormästaren.
De fyra logerna var uppkallade efter de ölstugor där de brukade hålla möte, Goose and Gridiron (numera logen  Lodge of Antiquity No. 2), Crown Ale, Apple-Tree Tavern (numera logen Lodge of Fortitude and Old Cumberland No. 12) och Rummer and Grapes Tavern (numera logen Royal Somerset House and Inverness Lodge No. IV). De tre Londonlogerna var i huvudsak operativa loger medan Rummer and Grapes Tavern i Westminster förefaller ha varit en i huvudsak spekulativ loge med antagna gentlemän som medlemmar.
De första decennierna var storlogen inte en storloge för England vare sig till namn eller funktion. Man begränsade sin verksamhet och jurisdiktion till London och Westminster, i likhet med det gamla London Mason’s Company också gjort .